# Hurtsboro, Alabama
Hurtsboro là một thị trấn thuộc quận Russell, tiểu bang Alabama, Hoa Kỳ. Dân số năm 2009 là 545 người, mật độ đạt 204 người/km².